# Oseček
Oseček (en allemand : Klein Wosek) est une commune du district de Nymburk, dans la région de Bohême-Centrale, en République tchèque. Sa population s'élevait à 166 habitants en 2020.

## Géographie
Oseček se trouve à 5 km au sud-sud-est de Poděbrady, à 12 km au nord-est de Nymburk et à 52 km au nord-est de Prague.
La commune est limitée par Poděbrady à l'ouest et au nord, par Libice nad Cidlinou à l'est, par Pňov-Předhradí au sud.

## Histoire
La première mention écrite de la localité date de 1227.

## Transports
Par la route, Oseček se trouve à 7,5 km de Poděbrady, à 13 km de Nymburk et à 57 km de Prague.